# Flughafen Vadsø

i7
i11
i13
Der Flughafen Vadsø (IATA-Code: VDS, ICAO-Code: ENVD) ist ein Flughafen in Norwegen und befindet sich 3,7 Kilometer östlich des Stadtzentrums von Vadsø. Er liegt direkt an der E 75 an der Nordküste des Varangerfjords.

## Geschichte

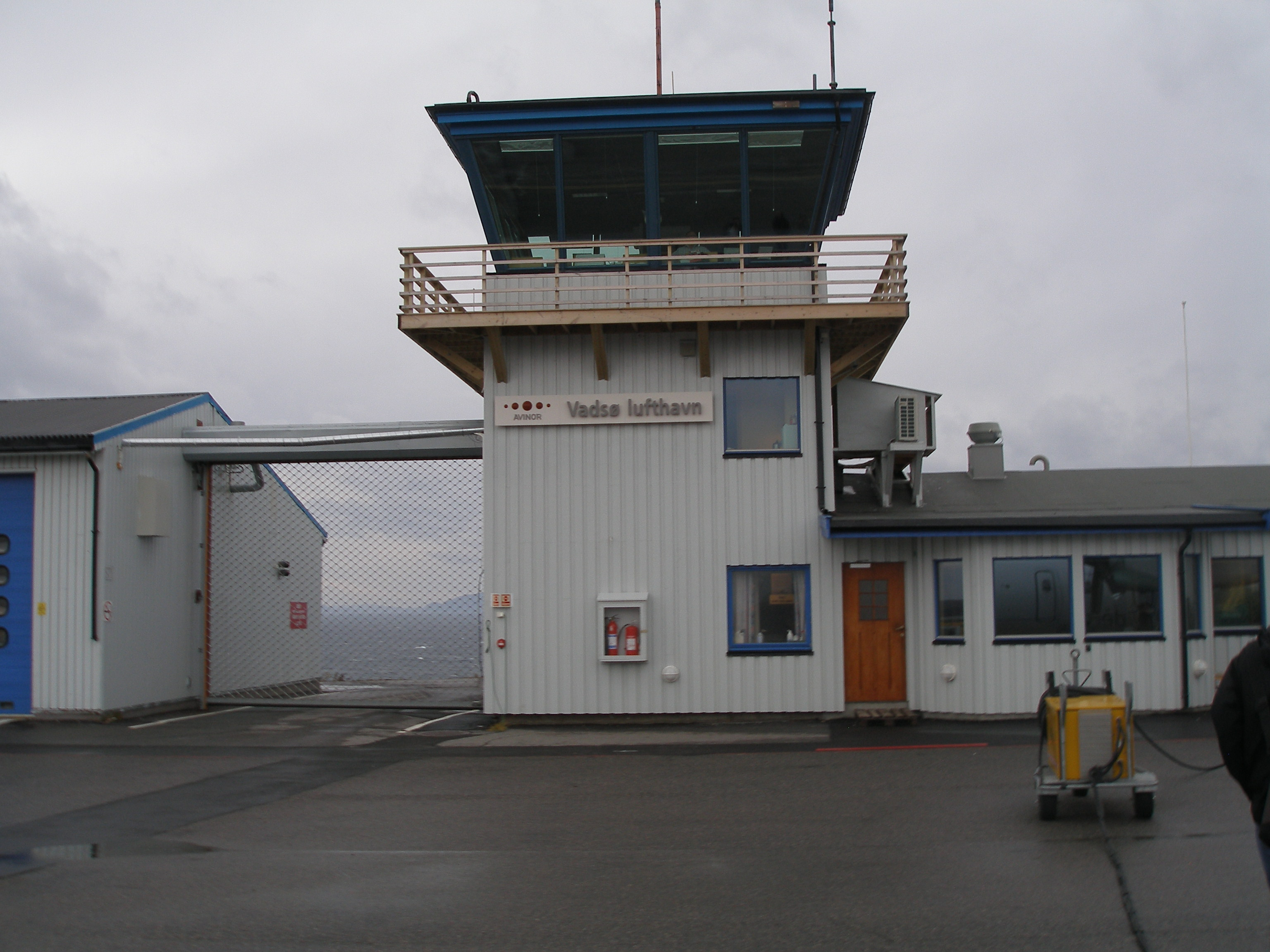
Tower des Flughafens von Vadsø

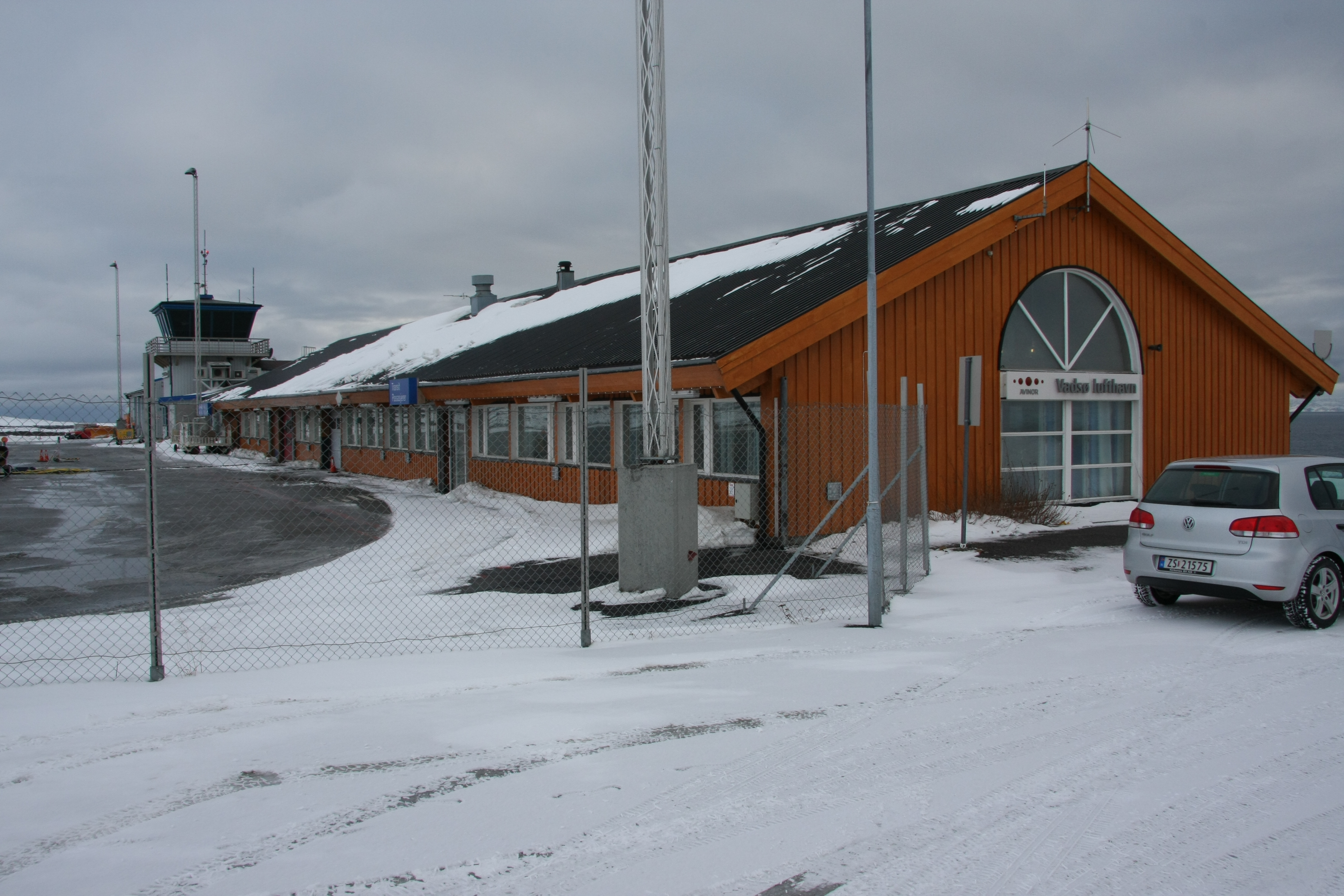
Vadsø Lufthavn im Winter

Der Flughafen Vadsø wurde 1974 eröffnet. Das Abfertigungsgebäude wurde 1988 erbaut.
Es wird aktuell eine Erweiterung der Startbahn auf 1200 m erwogen.

## Verbindungen
Von Vadsø aus starten Maschinen nach Alta, Berlevåg, Båtsfjord, Hammerfest, Hasvik, Honningsvåg, Kirkenes, Mehamn, Sørkjosen, Tromsø und Vardø. Die Verbindungen werden von der Fluggesellschaft Widerøe mit dem Flugzeugmuster De Havilland DHC-8 geflogen.